# Liopholidophis
Liopholidophis – rodzaj węży z rodziny Pseudoxyrhophiidae.

## Zasięg występowania
Rodzaj obejmuje gatunki występujące endemicznie na Madagaskarze. 

## Systematyka

### Etymologia
Liopholidophis: gr. λειος leios „gładki”; φολις pholis, φολιδος pholidos „rogowa łuska”; οφις ophis, οφεως opheōs „wąż”.

### Podział systematyczny
Do rodzaju należą następujące gatunki:
- Liopholidophis baderi Glaw, Kucharzewski, Nagy, Hawlitschek & Vences, 2013
- Liopholidophis dimorphus Glaw, Nagy, Franzen & Vences, 2007
- Liopholidophis dolicocercus (Peracca, 1892)
- Liopholidophis grandidieri Mocquard, 1904
- Liopholidophis oligolepis Glaw, Kucharzewski, Nagy, Hawlitschek & Vences, 2013
- Liopholidophis rhadinaea Cadle, 1996
- Liopholidophis sexlineatus (Günther, 1882)
- Liopholidophis varius (Fischer, 1884)